# Paraprosontes inermis
Genre
Espèce
Paraprosontes inermis, unique représentant du genre Paraprosontes, est une espèce d'opilions laniatores de la famille des Gonyleptidae.

## Distribution
Cette espèce est endémique du Paraná au Brésil. Elle se rencontre vers Ponta Grossa.

## Description
Le mâle holotype mesure 4,0 mm.

## Publication originale
- Soares & Soares, 1947 : « Opiliões da coleção Gofferjé. » Papeis Avulsos do Departamento de Zoologia, vol. 8, no 21, p. 249–259.